# Nekrolog Juli 2018
Nekrolog
◄◄
| ◄
| 2014
| 2015
| 2016
| 2017
| 2018 | 2019 | 2020 | 2021 | 2022 | ►
Januar |
Februar |
März |
April |
Mai |
Juni |
Juli |
August |
September |
Oktober |
November |
Dezember 2018
Weitere Ereignisse | Allgemeiner Nekrolog 2018
Die Beschreibung der verstorbenen Person sollte so kurz wie möglich gehalten sein und nur deren signifikante Tätigkeit(en) enthalten.
Neue Namen ggf. auch unter dem Geburts- und Sterbedatum, also etwa unter 1. Januar und im Geburts- und Sterbejahr (2024) eintragen (nur bei entsprechender großer Wichtigkeit). Für Beispiele siehe die schon vorhandenen Artikel.
Außerdem über die fünf zuletzt Verstorbenen, zu denen es einen ausreichend guten Artikel für eine Präsentation auf der Hauptseite gibt, nach der todesbedingten Überarbeitung der Artikel ggf. auch unter Wikipedia Diskussion:Hauptseite informieren und sie am besten auch in den anderen Wikipedia-Sprachversionen eintragen. Tipp: Regelmäßig bei news.google.de nach „ist tot“, „gestorben“ oder „verstorben“ suchen.
Wenn eine Person gestorben ist, gibt es viele Seiten zu dieser Person in der Wikipedia, die davon auch betroffen sind und entsprechend aktualisiert werden müssen. Beispiele: Namenübersichtsseite, Geburtsjahr, Geburtsort-Seiten und viele mehr.
Wie finde ich die betroffenen Seiten?
Im Suchfeld auf der linken Seite gibt man den Suchbegriff so ein: „Vorname Nachname“. Dann klickt man auf Volltext und alle Seiten mit entsprechendem Suchtext werden aufgerufen. Hier sieht man dann schnell, wo auch das Todesjahr Sinn macht oder sogar ein Teil des Artikels angepasst werden muss. Auch hilft das „Werkzeug“ auf der linken Seite sehr gut, um solche Seiten aufzufinden: „Links auf diese Seite“. Somit ist die Wikipedia wieder aktuell in allen Bereichen! Hinweis: bei Eintragung der Kategorie „Gestorben JAHR“ wird der Missbrauchsfilter 49 ausgelöst, was jedoch nicht schlimm ist. Siehe: Spezial:Missbrauchsfilter/49
Dies ist eine Liste von im Juli 2018 verstorbenen bekannten Persönlichkeiten. Die Einträge erfolgen innerhalb der einzelnen Daten alphabetisch sortiert. Tiere sind im Nekrolog für Tiere zu finden.

## Juli
Bearbeitungshinweis: Neue Todesfälle bitte nach Tagen geordnet eintragen. Die Todesfälle desselben Tages bitte in alphabetischer Reihenfolge absteigend einfügen.
| Tag      | Name                                             | Beruf, bekannt als                                                                           | Alter | Beleg |
| -------- | ------------------------------------------------ | -------------------------------------------------------------------------------------------- | ----- | ----- |
| 31. Juli | Rafael Amador Flores                             | mexikanischer Fußballspieler und -trainer                                                    | 60    |       |
| 31. Juli | Eddie Baker                                      | US-amerikanischer Jazzpianist                                                                | 90    |       |
| 31. Juli | Hélio Bicudo                                     | brasilianischer Jurist und Politiker                                                         | 96    |       |
| 31. Juli | Tony Bullimore                                   | britischer Segler                                                                            | 79    |       |
| 31. Juli | Jean-Yves Chatelais                              | französischer Schauspieler und Synchronsprecher                                              | 63    |       |
| 31. Juli | Reiner Eiden                                     | deutscher Physiker und Meteorologe                                                           | 86    |       |
| 31. Juli | Alex Fergusson                                   | britischer Politiker                                                                         | 69    |       |
| 31. Juli | Rafael Griera i Calderón                         | spanischer Maler                                                                             | 83    |       |
| 31. Juli | Antoine Grochulski                               | französischer Fußballspieler                                                                 | 79    |       |
| 31. Juli | Bobby Haynes                                     | US-amerikanischer Jazz- und R&B-Musiker                                                      | 83    |       |
| 31. Juli | Wilhelm Heiligensetzer                           | deutscher Hörspielautor, Literaturwissenschaftler, Journalist, Kunstkritiker und Kabarettist | 69    |       |
| 31. Juli | Andreas Kappes                                   | deutscher Radrennfahrer                                                                      | 52    |       |
| 31. Juli | Kurt Scheel                                      | deutscher Journalist                                                                         | 70    |       |
| 31. Juli | Bassano Staffieri                                | italienischer Bischof                                                                        | 86    |       |
| 31. Juli | Teoh Seng Khoon                                  | malaysischer Badmintonspieler                                                                | 99    |       |
| 31. Juli | Julia R. Weertman                                | US-amerikanische Materialwissenschaftlerin                                                   | 92    |       |
| 31. Juli | Leo White                                        | kenianischer Geistlicher                                                                     | 89    |       |
| 31. Juli | Beatrice Ann Wright                              | US-amerikanische Gestaltpsychologin                                                          | 100   |       |
| 30. Juli | Hans-Joachim Behr                                | deutscher Germanist und Mediävist                                                            | 69    |       |
| 30. Juli | Uwe Brandner                                     | deutscher Filmregisseur und Schriftsteller                                                   | 77    |       |
| 30. Juli | Ron Dellums                                      | US-amerikanischer Politiker                                                                  | 82    |       |
| 30. Juli | Gerhard Jagschitz                                | österreichischer Historiker                                                                  | 77    |       |
| 30. Juli | Anke Kuhbier                                     | deutsche Politikerin                                                                         | 75    |       |
| 30. Juli | Xəyyam Mirzəzadə                                 | aserbaidschanischer Komponist                                                                | 82    |       |
| 30. Juli | Isabel Sellheim                                  | deutsche Heimatforscherin                                                                    | 88    |       |
| 30. Juli | Robert Thunell                                   | US-amerikanischer Biogeochemiker und Ozeanograph                                             | 67    |       |
| 30. Juli | Finn Tveter                                      | norwegischer Ruderer und Rechtsanwalt                                                        | 70    |       |
| 29. Juli | Emaflow                                          | argentinischer Rapper                                                                        | 29    |       |
| 29. Juli | Anba Epiphanius                                  | ägyptischer koptischer Bischof und Abt                                                       | 64    |       |
| 29. Juli | Damjan Damjanow                                  | bulgarischer Gewichtheber                                                                    | 39    |       |
| 29. Juli | Oliver Dragojević                                | jugoslawischer bzw. kroatischer Musiker                                                      | 70    |       |
| 29. Juli | Christopher Gibbs                                | britischer Antiquitätenhändler                                                               | 80    |       |
| 29. Juli | Wolfgang Haunsberger                             | österreichischer Politiker und Tischler                                                      | 77    |       |
| 29. Juli | Wolfgang Jacobeit                                | deutscher Historiker                                                                         | 97    |       |
| 29. Juli | Peter P. Klassen                                 | deutsch-paraguayischer Historiker und Autor                                                  | ≈92   |       |
| 29. Juli | Karl Egon Klein                                  | deutscher Mediziner                                                                          | 92    |       |
| 29. Juli | Brian Lawler                                     | US-amerikanischer Wrestler                                                                   | 46    |       |
| 29. Juli | Bodo Lecke                                       | deutscher Germanist und Erziehungswissenschaftler                                            | 79    |       |
| 29. Juli | Fiachra Ó Ceallaigh                              | irischer Bischof                                                                             | 84    |       |
| 29. Juli | Franz Prechtl                                    | deutscher Politiker                                                                          | 91    |       |
| 29. Juli | António José Rafael                              | portugiesischer Bischof                                                                      | 92    |       |
| 29. Juli | Vibeke Skofterud                                 | norwegische Skilangläuferin                                                                  | 38    |       |
| 29. Juli | Inken Sommer                                     | deutsche Schauspielerin                                                                      | 81    |       |
| 29. Juli | Tomasz Stańko                                    | polnischer Jazzmusiker                                                                       | 76    |       |
| 29. Juli | Rolf Tiedemann                                   | deutscher Philologe und Herausgeber                                                          | 85    |       |
| 29. Juli | Nikolai Volkoff                                  | jugoslawischer bzw. US-amerikanischer Wrestler                                               | 70    |       |
| 29. Juli | Karin Wolff                                      | deutsche Übersetzerin                                                                        | ?     |       |
| 29. Juli | Heinz Zünkler                                    | deutscher Ruderer                                                                            | 88    |       |
| 28. Juli | Barbara Bollwahn                                 | deutsche Journalistin und Jugendbuchautorin                                                  | 54    |       |
| 28. Juli | Guillermo Bredeston                              | argentinischer Schauspieler                                                                  | 84    |       |
| 28. Juli | Hellar Grabbi                                    | estnischer Literaturkritiker, Schriftsteller und Journalist                                  | 88    |       |
| 28. Juli | Olga Jackowska                                   | polnische Sängerin und Songschreiberin                                                       | 67    |       |
| 28. Juli | Vincenzo Labella                                 | italienischer Drehbuchautor, Filmproduzent und Filmregisseur                                 | 93    |       |
| 28. Juli | Hermann Lange                                    | deutscher Rechtswissenschaftler                                                              | 96    |       |
| 28. Juli | Werner Lotz                                      | deutscher Fußballspieler                                                                     | 79    |       |
| 28. Juli | Dragoslav Ognjanović                             | serbischer Rechtsanwalt                                                                      | 56    |       |
| 28. Juli | Joseph Schäffler                                 | Schweizer Maler                                                                              | 81    |       |
| 28. Juli | Enno Seele                                       | deutscher Geographiedidaktiker                                                               | 86    |       |
| 27. Juli | Felix Bergsmann                                  | österreichischer Politiker                                                                   | 81    |       |
| 27. Juli | Elvira Berndorff                                 | deutsches Model                                                                              | ≈84   |       |
| 27. Juli | Hans Bühler                                      | Schweizer Verkäufer                                                                          | 77    |       |
| 27. Juli | George Cunningham                                | britischer Politiker                                                                         | 87    |       |
| 27. Juli | Marco Aurelio Denegri                            | peruanischer Autor, Literaturkritiker, Sexologe und Linguist                                 | 80    |       |
| 27. Juli | Kim Dong Yoon                                    | koreanischer Rapper                                                                          | 20    |       |
| 27. Juli | Herbert Friedl                                   | österreichischer Maler, Grafiker, Raum- und Objektgestalter                                  | 75    |       |
| 27. Juli | Markus Fend                                      | österreichischer Musiker und Tontechniker                                                    | 59    |       |
| 27. Juli | Willi Fuhrmann                                   | österreichischer Politiker                                                                   | 74    |       |
| 27. Juli | Zvi Gabai                                        | israelischer Diplomat                                                                        | 79    |       |
| 27. Juli | Herbert Keßler                                   | österreichischer Jurist und Politiker                                                        | 93    |       |
| 27. Juli | Willi Kissmer                                    | deutscher Rockmusiker, Maler und Grafiker                                                    | 66    |       |
| 27. Juli | Hiltrud Leenders                                 | deutsche Schriftstellerin                                                                    | 63    |       |
| 27. Juli | Philip Allan Luelsdorff                          | US-amerikanischer Linguist und Hochschullehrer                                               | 76    |       |
| 27. Juli | Lothar Marotzke                                  | deutscher Fußballspieler                                                                     | 78    |       |
| 27. Juli | Bongani Mayosi                                   | südafrikanischer Mediziner                                                                   | 51    |       |
| 27. Juli | Karl-Heinz Mehnert                               | deutscher Kunsthistoriker                                                                    | 80    |       |
| 27. Juli | Herbert Moritz                                   | österreichischer Journalist und Politiker                                                    | 91    |       |
| 27. Juli | Algimantas Nasvytis                              | litauischer Architekt und Politiker                                                          | 90    |       |
| 27. Juli | Paul Philippi                                    | rumänischer Theologe und Politiker                                                           | 94    |       |
| 27. Juli | Witali Schentalinski                             | russischer Schriftsteller und Journalist                                                     | 78    |       |
| 27. Juli | Mark W. Shelton                                  | US-amerikanischer Rockgitarrist                                                              | 60    |       |
| 27. Juli | Juri Schundrow                                   | russisch-ukrainischer Eishockeytorwart                                                       | 62    |       |
| 27. Juli | Michael Tryanowski                               | deutscher Straßenmusikant                                                                    | 98    |       |
| 27. Juli | Wladimir Woinowitsch                             | russischer Schriftsteller und Satiriker                                                      | 85    |       |
| 26. Juli | Alfredo del Águila                               | mexikanischer Fußballspieler                                                                 | 83    |       |
| 26. Juli | María Concepción César                           | argentinische Schauspielerin                                                                 | 91    |       |
| 26. Juli | Luigi Corteggi                                   | italienischer Illustrator                                                                    | 85    |       |
| 26. Juli | Sílvia Virgínia Czapski                          | brasilianische Journalistin und Umweltaktivistin                                             | 63    |       |
| 26. Juli | Adem Demaçi                                      | kosovarischer Schriftsteller und Unabhängigkeitsaktivist                                     | 82    |       |
| 26. Juli | Walter R. Fisher                                 | US-amerikanischer Kommunikationswissenschaftler                                              | 87    |       |
| 26. Juli | Kathy Kriger                                     | US-amerikanische Diplomatin und Restaurantbesitzerin                                         | 72    |       |
| 26. Juli | Aloyzas Kveinys                                  | litauischer Schachspieler                                                                    | 56    |       |
| 26. Juli | Berit Nøkleby                                    | norwegische Historikerin, Biografin und Übersetzerin                                         | 78    |       |
| 26. Juli | Eugène Philipps                                  | französischer Publizist                                                                      | 100   |       |
| 26. Juli | Orlando Ramírez                                  | chilenischer Fußballspieler                                                                  | 75    |       |
| 26. Juli | Spidi                                            | Schweizer Clown                                                                              | 51    |       |
| 25. Juli | Wachtang Balawadse                               | sowjetischer Ringer                                                                          | 90    |       |
| 25. Juli | Nicolas Browne-Wilkinson, Baron Browne-Wilkinson | britischer Jurist                                                                            | 88    |       |
| 25. Juli | Arthur Czadzeck                                  | deutscher Gewerkschafter und Politiker                                                       | 89    |       |
| 25. Juli | Florens Deuchler                                 | Schweizer Kunsthistoriker                                                                    | 97    |       |
| 25. Juli | Sergio Marchionne                                | italienisch-kanadischer Manager                                                              | 66    |       |
| 25. Juli | Ulrich Maschwitz                                 | deutscher Ökologe und Verhaltensbiologe                                                      | 80    |       |
| 25. Juli | Guy Molinari                                     | US-amerikanischer Politiker                                                                  | 89    |       |
| 25. Juli | Anne-Marie Sandler                               | britische Psychoanalytikerin                                                                 | 92    |       |
| 25. Juli | Günzel Graf von der Schulenburg-Wolfsburg        | deutscher Land- und Forstwirt, Unternehmer und Pferdesportler                                | 84    |       |
| 25. Juli | Glen Roven                                       | US-amerikanischer Komponist und Dirigent                                                     | 60    |       |
| 25. Juli | Wolfgang Schlief                                 | deutscher Fußballspieler                                                                     | 69    |       |
| 25. Juli | György Szepesi                                   | ungarischer Sportreporter und -funktionär                                                    | 96    |       |
| 25. Juli | Líber Vespa                                      | uruguayischer Fußballspieler                                                                 | 46    |       |
| 25. Juli | Patrick Williams                                 | US-amerikanischer Filmkomponist                                                              | 79    |       |
| 24. Juli | Vincenzo Silvano Casulli                         | italienischer Amateurastronom                                                                | 73    |       |
| 24. Juli | Mary Ellis                                       | britische Pilotin                                                                            | 101   |       |
| 24. Juli | Berthold Gerber                                  | deutscher Tischtennisfunktionär                                                              | 81    |       |
| 24. Juli | Walter Hirrlinger                                | deutscher Politiker                                                                          | 92    |       |
| 24. Juli | Weniamin Jakowlew                                | sowjetischer bzw. russischer Jurist und Politiker                                            | 86    |       |
| 24. Juli | Isidor Levin                                     | estnischer Volkskundler, Erzählforscher und Theologe                                         | 98    |       |
| 24. Juli | Sepp Oberkirchner                                | österreichischer Politiker                                                                   | 85    |       |
| 24. Juli | Pancho Terry                                     | kubanischer Perkussionist                                                                    | 78    |       |
| 23. Juli | Maryon Pittman Allen                             | US-amerikanische Journalistin und Politikerin                                                | 92    |       |
| 23. Juli | Helen Burns                                      | britische Schauspielerin                                                                     | 100   |       |
| 23. Juli | Choi In-hun                                      | südkoreanischer Schriftsteller                                                               | 82    |       |
| 23. Juli | Glenn Davis                                      | US-amerikanischer Jazzmusiker                                                                | 78    |       |
| 23. Juli | Hans-Joachim Girlich                             | deutscher Mathematiker                                                                       | 80    |       |
| 23. Juli | Jo Glahé                                         | deutscher Maler und Graphiker                                                                | 92    |       |
| 23. Juli | Douglas Grindstaff                               | US-amerikanischer Sound-Designer                                                             | 87    |       |
| 23. Juli | Harold W. Heine                                  | US-amerikanischer Chemiker                                                                   | 95    |       |
| 23. Juli | Carl Gregor Herzog zu Mecklenburg                | deutscher Musik- und Kunstwissenschaftler                                                    | 85    |       |
| 23. Juli | Elbert Howard                                    | US-amerikanischer Bürgerrechtsaktivist                                                       | 80    |       |
| 23. Juli | Paul Madeley                                     | englischer Fußballspieler                                                                    | 73    |       |
| 23. Juli | Herbert Maierhofer                               | österreichischer Künstler und Planer                                                         | 61    |       |
| 23. Juli | Jelka Mrak Dolinar                               | slowenische Autorin                                                                          | 93    |       |
| 23. Juli | Walter Oswalt                                    | deutscher Sozialphilosoph und Publizist                                                      | 58    |       |
| 23. Juli | Pierre Pican                                     | französischer Bischof                                                                        | 83    |       |
| 23. Juli | Roh Hoe-chan                                     | südkoreanischer Politiker                                                                    | 61    |       |
| 23. Juli | May Skaf                                         | libanesisch-syrische Schauspielerin und Aktivistin                                           | 49    |       |
| 23. Juli | Frigyes Solymosi                                 | ungarischer Chemiker                                                                         | 87    |       |
| 23. Juli | Steven Béla Várdy                                | US-amerikanischer Historiker                                                                 | 83    |       |
| 23. Juli | Elliot S. Vesell                                 | US-amerikanischer Pharmakologe                                                               | 84    |       |
| 22. Juli | Günter Eichberg                                  | deutscher Unternehmensberater und Fußballfunktionär                                          | 72    |       |
| 22. Juli | Helmut Gerschau                                  | deutscher Turntrainer                                                                        | 84    |       |
| 22. Juli | Frank Havens                                     | US-amerikanischer Kanute                                                                     | 84    |       |
| 22. Juli | Bruce Heming                                     | kanadischer Entomologe und Evolutionsbiologe                                                 | 78    |       |
| 22. Juli | Raymond Gerhardt Hunthausen                      | US-amerikanischer Erzbischof                                                                 | 96    |       |
| 22. Juli | Willibald Krenn                                  | österreichischer Politiker                                                                   | 90    |       |
| 22. Juli | Hatidža Mehmedović                               | bosnisch-herzegowinische Bürgerrechtsaktivistin                                              | 64    |       |
| 22. Juli | Miyako Chiyo                                     | japanische Altersrekordlerin                                                                 | 117   |       |
| 22. Juli | Juan Antonio Monzón                              | argentinischer bildender Künstler                                                            | 71    |       |
| 22. Juli | Werner Reiners-Kröncke                           | deutscher Sozialarbeitswissenschaftler                                                       | 70    |       |
| 22. Juli | Eckhard Thiele                                   | deutscher Übersetzer                                                                         | 74    |       |
| 22. Juli | Klaus Tiedemann                                  | deutscher Rechtswissenschaftler                                                              | 80    |       |
| 21. Juli | Albert Cappel                                    | deutscher Meteorologe                                                                        | 96    |       |
| 21. Juli | Paulo Cardoso                                    | brasilianischer Jazzmusiker                                                                  | 64    |       |
| 21. Juli | Alene B. Duerk                                   | US-amerikanische Admiralin                                                                   | 98    |       |
| 21. Juli | Michael Frauenberger                             | deutscher Genealoge, Politiker und Kaufmann                                                  | 83    |       |
| 21. Juli | Jonathan Gold                                    | US-amerikanischer Journalist                                                                 | 57    |       |
| 21. Juli | Ahmad Matloub                                    | irakischer Sprachwissenschaftler und Autor                                                   | ≈82   |       |
| 21. Juli | Ryū Matsumoto                                    | japanischer Politiker                                                                        | 67    |       |
| 21. Juli | Verena Meyer                                     | Schweizer Kernphysikerin und Wissenschaftspolitikerin                                        | 89    |       |
| 21. Juli | Wolf-Dieter Montag                               | deutscher Eiskunstlauffunktionär                                                             | 93    |       |
| 21. Juli | Alice Oelke                                      | deutsche Opernsängerin                                                                       | 97    |       |
| 21. Juli | Joseph Oyanga                                    | ugandischer Bischof                                                                          | 82    |       |
| 21. Juli | Camille Perl                                     | luxemburgischer Geistlicher                                                                  | 79    |       |
| 21. Juli | Terry Windell                                    | US-amerikanischer Spezialeffekt-Animator und Fernsehregisseur                                | 61    |       |
| 21. Juli | Jacques Wirtz                                    | belgischer Landschaftsarchitekt                                                              | 93    |       |
| 20. Juli | Eduardo Chavarría „El Flaco“ Acuña               | costa-ricanischer Fußballspieler                                                             | 75    |       |
| 20. Juli | María Dolores Gispert                            | spanische Synchron- und Radiosprecherin                                                      | 84    |       |
| 20. Juli | Joachim Heermann                                 | deutscher Mediziner                                                                          | 88    |       |
| 20. Juli | Michael Howells                                  | britischer Szenenbildner                                                                     | 61    |       |
| 20. Juli | Alfred Kleinheinz                                | österreichischer Schauspieler                                                                | 68    |       |
| 20. Juli | Hans Michael Koch                                | deutscher Gitarrist und Lautenist                                                            | 71    |       |
| 20. Juli | Michael Lapage                                   | britischer Ruderer                                                                           | 94    |       |
| 20. Juli | Shawn Michaels                                   | US-amerikanischer Schauspieler                                                               | 91    |       |
| 20. Juli | Sieglinde Michalik                               | deutsche Richterin                                                                           | 68    |       |
| 20. Juli | Martin O’Donoghue                                | irischer Ökonom und Politiker                                                                | 85    |       |
| 20. Juli | Meg Randall                                      | US-amerikanische Schauspielerin                                                              | 91    |       |
| 20. Juli | Heinz Schilcher                                  | österreichischer Fußballspieler und -manager                                                 | 71    |       |
| 20. Juli | Christoph Westerthaler                           | österreichischer Fußballspieler und -trainer                                                 | 53    |       |
| 19. Juli | Geraldo Carrato                                  | brasilianischer Schauspieler                                                                 | 64    |       |
| 19. Juli | Nino Fuscagni                                    | italienischer Schauspieler und Fernsehmoderator                                              | 80    |       |
| 19. Juli | Evelien Gans                                     | niederländische Historikerin                                                                 | 67    |       |
| 19. Juli | Shinobu Hashimoto                                | japanischer Drehbuchautor, Filmregisseur und -produzent                                      | 100   |       |
| 19. Juli | Pradyumna P. Karan                               | indischer Geograph                                                                           | 88    |       |
| 19. Juli | Hans Joachim Kreutzer                            | deutscher Literaturwissenschaftler                                                           | 83    |       |
| 19. Juli | Fred Leeflang                                    | niederländischer Jazzmusiker                                                                 | 73    |       |
| 19. Juli | Max „Rayo de Jalisco“ Linares                    | mexikanischer Wrestler                                                                       | 85    |       |
| 19. Juli | Rebecca Posner                                   | britische Romanistin                                                                         | 88    |       |
| 19. Juli | Friedrich Erwin Rentschler                       | deutscher Unternehmer und Kunstsammler                                                       | 86    |       |
| 19. Juli | Bert Romijn                                      | niederländischer Radrennfahrer                                                               | 83    |       |
| 19. Juli | Ernst-Wilhelm Stojan                             | deutscher Politiker                                                                          | 92    |       |
| 19. Juli | Denis Ten                                        | kasachischer Eiskunstläufer                                                                  | 25    |       |
| 19. Juli | John Vigilante                                   | US-amerikanischer Eishockeyspieler                                                           | 33    |       |
| 19. Juli | Bernd Zimmermann                                 | deutscher Mathematikdidaktiker                                                               | 72    |       |
| 18. Juli | Carlos Aldunate Lyon                             | chilenischer Priester, Lehrer und Schriftsteller                                             | 102   |       |
| 18. Juli | Anne Olivier Bell                                | britische Kunsthistorikerin und Herausgeberin                                                | 102   |       |
| 18. Juli | Josef Billen                                     | deutscher Germanist                                                                          | 85    |       |
| 18. Juli | Adrian Cronauer                                  | US-amerikanischer Radio-DJ und Rechtsanwalt                                                  | 79    |       |
| 18. Juli | Virgil Flynn                                     | US-amerikanischer Wrestler                                                                   | 33    |       |
| 18. Juli | Ronald H. Griffith                               | US-amerikanischer Offizier                                                                   | 82    |       |
| 18. Juli | Egon Herbrig                                     | deutscher Unternehmer                                                                        | 86    |       |
| 18. Juli | Wolfgang Hufschmidt                              | deutscher Komponist                                                                          | 84    |       |
| 18. Juli | Aloysius Iyorgyer Katsina-Alu                    | nigerianischer Jurist                                                                        | 76    |       |
| 18. Juli | Wolfgang Kaus                                    | deutscher Schauspieler und Regisseur                                                         | 82    |       |
| 18. Juli | Heinrich List                                    | deutscher Richter                                                                            | 103   |       |
| 18. Juli | Johann Loos                                      | österreichischer Politiker                                                                   | 69    |       |
| 18. Juli | Mo Nunn                                          | britischer Ingenieur und Teambesitzer im Motorsport                                          | 79    |       |
| 18. Juli | Tibor Papp                                       | ungarischer Schriftsteller und Übersetzer                                                    | 82    |       |
| 18. Juli | Pedro Pérez                                      | kubanischer Dreispringer                                                                     | 66    |       |
| 18. Juli | Burton Richter                                   | US-amerikanischer Physiker                                                                   | 87    |       |
| 17. Juli | Yvonne Blake                                     | britisch-spanische Kostümbildnerin                                                           | 78    |       |
| 17. Juli | Katharina Dau                                    | deutsche Sängerin                                                                            | 74    |       |
| 17. Juli | Francisco Fúster                                 | kubanisch-costa-ricanischer Gynäkologe                                                       | 67    |       |
| 17. Juli | Joachim Gernhuber                                | deutscher Rechtswissenschaftler                                                              | 94    |       |
| 17. Juli | Abraham Hernández González                       | mexikanischer Bürgerrechtler                                                                 | 42    |       |
| 17. Juli | Gary Beach                                       | US-amerikanischer Schauspieler und Musicaldarsteller                                         | 70    |       |
| 17. Juli | Bullumba Landestoy                               | dominikanischer Pianist und Komponist                                                        | 93    |       |
| 17. Juli | Rudy Merino                                      | US-amerikanischer Jazz-Schlagzeuger                                                          | 80    |       |
| 17. Juli | Murabit al-Hajj                                  | mauretanischer Gelehrter                                                                     | 105   |       |
| 17. Juli | Erardo Cristoforo Rautenberg                     | deutscher Jurist und Publizist                                                               | 65    |       |
| 17. Juli | Mechtild Rommel                                  | deutsche Agrarwissenschaftlerin                                                              | 95    |       |
| 17. Juli | João Semedo                                      | portugiesischer Arzt und Politiker                                                           | 67    |       |
| 17. Juli | David Stevens                                    | australischer Drehbuchautor und Filmregisseur                                                | 77    |       |
| 16. Juli | Douglas F. Brewer                                | britischer Physiker                                                                          | 93    |       |
| 16. Juli | Peter Brüseke                                    | deutscher Politiker                                                                          | 71    |       |
| 16. Juli | Vaclav Burda                                     | tschechischer Hockeyspieler und -Scout                                                       | 45    |       |
| 16. Juli | Gabriel Caruana                                  | maltesischer Künstler, Bildhauer und Keramiker                                               | 89    |       |
| 16. Juli | Klaus Peter Erbrich                              | deutscher Manager                                                                            | 84    |       |
| 16. Juli | Francis Farley                                   | britischer Physiker                                                                          | 97    |       |
| 16. Juli | Ariel Ferrari                                    | argentinischer Sänger                                                                        | 70    |       |
| 16. Juli | Jaime Guardia                                    | peruanischer Charangospieler, Sänger, Komponist und Musikforscher                            | 85    |       |
| 16. Juli | Ursula Kurz                                      | deutsche Lyrikerin                                                                           | 95    |       |
| 16. Juli | Ma Changqing                                     | chinesischer Imam                                                                            | 82    |       |
| 16. Juli | Christian Menn                                   | Schweizer Bauingenieur                                                                       | 91    |       |
| 16. Juli | Tomer Shechori                                   | israelischer Schauspieler, Filmregisseur und Drehbuchautor                                   | 33    |       |
| 16. Juli | Peter Wirth                                      | deutscher Maler, Grafiker und Fotograf                                                       | 66    |       |
| 15. Juli | Ronny Fredrik Ansnes                             | norwegischer Skilangläufer                                                                   | 29    |       |
| 15. Juli | Maj-Britt Bæhrendtz                              | schwedische Autorin und Hörfunkmoderatorin                                                   | 102   |       |
| 15. Juli | Dave Dave                                        | US-amerikanischer Konzeptkünstler                                                            | 42    |       |
| 15. Juli | Ray Emery                                        | kanadischer Eishockeyspieler                                                                 | 35    |       |
| 15. Juli | Roman Korynt                                     | polnischer Fußballspieler                                                                    | 88    |       |
| 15. Juli | James R. McCredie                                | US-amerikanischer Klassischer Archäologe                                                     | 82    |       |
| 15. Juli | Adolf Opel                                       | österreichischer Schriftsteller, Filmemacher und Herausgeber                                 | 83    |       |
| 15. Juli | Heinrich Opitz                                   | deutscher marxistischer Philosoph                                                            | 89    |       |
| 15. Juli | Dragutin Šurbek                                  | jugoslawischer bzw. kroatischer Tischtennisspieler                                           | 71    |       |
| 14. Juli | Vaidotas Antanaitis                              | litauischer Forstwissenschaftler                                                             | 89    |       |
| 14. Juli | Rıfkı Danışman                                   | türkischer Politiker                                                                         | 94    |       |
| 14. Juli | Christa Dichgans                                 | deutsche Malerin                                                                             | 78    |       |
| 14. Juli | Theo-Ben Gurirab                                 | namibischer Politiker                                                                        | 80    |       |
| 14. Juli | Vidmantė Jasukaitytė                             | litauische Schriftstellerin und Politikerin                                                  | 70    |       |
| 14. Juli | Hans Kronberger                                  | österreichischer Politiker und Sachbuchautor                                                 | 67    |       |
| 14. Juli | Horst Mandl                                      | österreichischer Leichtathlet                                                                | 82    |       |
| 14. Juli | Guillermo Marín                                  | argentinischer Schauspieler                                                                  | 80    |       |
| 14. Juli | Gottfried Milde                                  | deutscher Politiker                                                                          | 84    |       |
| 14. Juli | Franz Mörscher                                   | deutscher Künstler                                                                           | 86    |       |
| 24. Juli | John Murray                                      | englischer Cricketspieler                                                                    | 83    |       |
| 14. Juli | Jürgen Nehls                                     | deutscher Manager                                                                            | 79    |       |
| 14. Juli | Tom L. Phillips                                  | US-amerikanischer Paläobotaniker und Geologe                                                 | 86    |       |
| 14. Juli | Masa Saito                                       | japanischer Wrestler                                                                         | 76    |       |
| 14. Juli | Roger Sellers                                    | australischer Jazz-Schlagzeuger                                                              | 78    |       |
| 14. Juli | Sobrinho                                         | brasilianischer Samba-Sänger                                                                 | 67    |       |
| 14. Juli | Petr Weigl                                       | tschechischer Filmregisseur                                                                  | 79    |       |
| 14. Juli | Hubert Willeitner                                | deutscher Forstwissenschaftler und Holzbiologe                                               | 86    |       |
| 14. Juli | Horst Witterstein                                | deutscher Boxer                                                                              | 88    |       |
| 14. Juli | Aldo Zuccolillo                                  | paraguayischer Medienunternehmer und Zeitungsherausgeber                                     | 89    |       |
| 13. Juli | Ponty Bone                                       | US-amerikanischer Akkordeonist                                                               | 78    |       |
| 13. Juli | Stan Dragoti                                     | US-amerikanischer Filmregisseur                                                              | 85    |       |
| 13. Juli | Annemarie Esche                                  | deutsche Burmanistin                                                                         | 92    |       |
| 13. Juli | Frank Giroud                                     | französischer Comicautor                                                                     | 62    |       |
| 13. Juli | Stefan Gößling-Reisemann                         | deutscher Physiker                                                                           | 49    |       |
| 13. Juli | Adolf Neckel                                     | österreichischer Physikochemiker                                                             | 92    |       |
| 13. Juli | Atukwei Okai                                     | ghanaischer Schriftsteller                                                                   | 77    |       |
| 13. Juli | Thorvald Stoltenberg                             | norwegischer Politiker                                                                       | 87    |       |
| 13. Juli | Wolfgang Theile                                  | deutscher Romanist                                                                           | 81    |       |
| 13. Juli | Hermann Tränkle                                  | deutscher Philologe                                                                          | 87    |       |
| 13. Juli | Jocelyn Vollmar                                  | US-amerikanische Ballerina                                                                   | 92    |       |
| 12. Juli | David Berlatsky                                  | US-amerikanischer Filmeditor                                                                 | 84    |       |
| 12. Juli | Len Chappell                                     | US-amerikanischer Basketballspieler                                                          | 77    |       |
| 12. Juli | Alain Fauré                                      | französischer Politiker                                                                      | 55    |       |
| 12. Juli | Udo Hardieck                                     | deutscher Unternehmer                                                                        | 74    |       |
| 12. Juli | Peter Heintel                                    | österreichischer Psychologe                                                                  | 77    |       |
| 12. Juli | Hartmut Krohm                                    | deutscher Kunsthistoriker und Kurator                                                        | 77    |       |
| 12. Juli | Joseph Henry Mensah                              | ghanaischer Politiker                                                                        | 89    |       |
| 12. Juli | Roger Perry                                      | US-amerikanischer Schauspieler                                                               | 85    |       |
| 12. Juli | Peter Schwenkmezger                              | deutscher Psychologe                                                                         | 71    |       |
| 12. Juli | Norbert Schwenzer                                | deutscher Kieferchirurg                                                                      | 89    |       |
| 12. Juli | Laura Soveral                                    | portugiesische Schauspielerin                                                                | 85    |       |
| 12. Juli | Rudolf Stalder                                   | Schweizer Mundartautor und Dramaturg                                                         | 85    |       |
| 12. Juli | Robert Wolders                                   | niederländischer Schauspieler                                                                | 81    |       |
| 11. Juli | Ole Christiansen                                 | deutscher Maler und Philosoph                                                                | 62/63 |       |
| 11. Juli | Hans-Joachim Dobberkau                           | deutscher Mediziner                                                                          | 85    |       |
| 11. Juli | Richard John Garcia                              | US-amerikanischer Bischof                                                                    | 71    |       |
| 11. Juli | Barbara Harrell-Bond                             | britische Anthropologin                                                                      | 85    |       |
| 11. Juli | Christian Locker                                 | österreichischer Schriftsteller und Maler                                                    | 55    |       |
| 11. Juli | Giovanni Marra                                   | italienischer Erzbischof                                                                     | 87    |       |
| 11. Juli | Vojtěch Mynář                                    | tschechischer Politiker                                                                      | 74    |       |
| 11. Juli | Lindy Remigino                                   | US-amerikanischer Leichtathlet                                                               | 87    |       |
| 11. Juli | Pat Swindall                                     | US-amerikanischer Politiker                                                                  | 67    |       |
| 11. Juli | Nina Tamarina                                    | sowjetische bzw. russische Entomologin und Hochschullehrerin                                 | 91    |       |
| 11. Juli | Franz Uhle-Wettler                               | deutscher Generalleutnant und Militärhistoriker                                              | 90    |       |
| 10. Juli | Kebede Balcha                                    | äthiopischer Marathonläufer                                                                  | 66    |       |
| 10. Juli | Carlo Benetton                                   | italienischer Unternehmer                                                                    | 74    |       |
| 10. Juli | Mikalaj Dsemjanzej                               | belarussischer Politiker                                                                     | 88    |       |
| 10. Juli | Joachim W. Engels                                | deutscher Chemiker                                                                           | 74    |       |
| 10. Juli | Niels Gormsen                                    | deutscher Architekt und Politiker                                                            | 90    |       |
| 10. Juli | Edvin Hodžić                                     | österreichischer Fußballspieler                                                              | 23    |       |
| 10. Juli | Clive King                                       | britischer Autor                                                                             | 94    |       |
| 10. Juli | John Laird, Baron Laird                          | britischer Politiker                                                                         | 74    |       |
| 10. Juli | Les Lieber                                       | US-amerikanischer Jazzsaxofonist und Musikveranstalter                                       | 106   |       |
| 10. Juli | Mosche Lissak                                    | israelischer Soziologe                                                                       | 90    |       |
| 10. Juli | Jessica Mann                                     | britische Autorin                                                                            | 80    |       |
| 10. Juli | Jan Henry Olsen                                  | norwegischer Politiker                                                                       | 61    |       |
| 10. Juli | Karl Schmidt                                     | deutscher Fußballspieler und -funktionär                                                     | 86    |       |
| 10. Juli | Mien Schopman-Klaver                             | niederländische Leichtathletin                                                               | 107   |       |
| 10. Juli | José María Setién Alberro                        | spanischer Bischof                                                                           | 90    |       |
| 10. Juli | Andrei Suslin                                    | russischer Mathematiker                                                                      | 67    |       |
| 10. Juli | Jim White                                        | US-amerikanischer Jazzmusiker                                                                | 86    |       |
| 10. Juli | Walter Bruno Wohlwend                            | liechtensteinischer Journalist                                                               | 67    |       |
| 10. Juli | Walter Zwingli                                   | Schweizer Politiker                                                                          | 92    |       |
| 9. Juli  | Peter Carington                                  | britischer Politiker                                                                         | 99    |       |
| 9. Juli  | Suzanne Couch                                    | jamaikanische Musikerin                                                                      | 56    |       |
| 9. Juli  | Finnbjörn Þorvaldsson                            | isländischer Leichtathlet                                                                    | 94    |       |
| 9. Juli  | Werner Fuchs-Heinritz                            | deutscher Soziologe                                                                          | 76    |       |
| 9. Juli  | Bruno Groth                                      | deutscher Keramiker und Maler                                                                | 92    |       |
| 9. Juli  | Helmut Krätzig                                   | deutscher Filmregisseur und Drehbuchautor                                                    | 84    |       |
| 9. Juli  | Irmgard Oepen                                    | deutsche Medizinerin                                                                         | 89    |       |
| 9. Juli  | Hans Pavia Rosing                                | grönländischer Politiker                                                                     | 70    |       |
| 9. Juli  | Hans-Dieter Rösler                               | deutscher Psychologe                                                                         | 91    |       |
| 9. Juli  | Wilhelm Schätzler                                | deutscher Geistlicher und Kirchenfunktionär                                                  | 89    |       |
| 9. Juli  | Ewald Schauer                                    | deutscher Basketballfunktionär, -trainer, -fachbuchautor und Sportphilologe                  | 90    |       |
| 9. Juli  | Armindo da Conceição Silva                       | osttimoresischer Politiker                                                                   | 73    |       |
| 9. Juli  | Jean Toche                                       | US-amerikanischer Künstler                                                                   | 85    |       |
| 9. Juli  | Hans Günter Winkler                              | deutscher Springreiter                                                                       | 91    |       |
| 9. Juli  | Marianne Zink                                    | deutsche Schriftstellerin                                                                    | 91    |       |
| 8. Juli  | János Fajó                                       | ungarischer Künstler                                                                         | 81    |       |
| 8. Juli  | Alan Gilzean                                     | schottischer Fußballspieler                                                                  | 79    |       |
| 8. Juli  | Jens Graul                                       | deutscher Verwaltungsbeamter und Autor                                                       | 67    |       |
| 8. Juli  | Werner Handrick                                  | deutscher Kinderarzt und Mikrobiologe                                                        | 78    |       |
| 8. Juli  | Tab Hunter                                       | US-amerikanischer Schauspieler und Sänger                                                    | 86    |       |
| 8. Juli  | M. M. Jacob                                      | indischer Politiker                                                                          | 89    |       |
| 8. Juli  | Oliver Knussen                                   | britischer Komponist und Dirigent                                                            | 66    |       |
| 8. Juli  | Barry Mills                                      | US-amerikanischer Rassist                                                                    | 70    |       |
| 8. Juli  | Piratita Morgan                                  | mexikanischer Wrestler                                                                       | 49    |       |
| 8. Juli  | Bernhard Overbeck                                | deutscher Numismatiker                                                                       | 76    |       |
| 8. Juli  | Frank Ramsey                                     | US-amerikanischer Basketballspieler                                                          | 86    |       |
| 8. Juli  | Robert D. Ray                                    | US-amerikanischer Politiker                                                                  | 89    |       |
| 8. Juli  | Lonnie Shelton                                   | US-amerikanischer Basketballspieler                                                          | 62    |       |
| 8. Juli  | Carlo Vanzina                                    | italienischer Filmregisseur                                                                  | 67    |       |
| 8. Juli  | Stefan Vragas                                    | slowakischer Theologe und Sozialethiker                                                      | 89    |       |
| 8. Juli  | Bernd Wilhelmi                                   | deutscher Physiker und Universitätsrektor                                                    | 80    |       |
| 8. Juli  | Hubert Wißkirchen                                | deutscher Musikpädagoge                                                                      | 83    |       |
| 7. Juli  | Michel de Bourbon-Parma                          | französischer Geschäftsmann und Automobilrennfahrer                                          | 92    |       |
| 7. Juli  | Cyril Bunclark                                   | englischer Fußballspieler                                                                    | 87    |       |
| 7. Juli  | Hans Dahs                                        | deutscher Rechtsanwalt                                                                       | 82    |       |
| 7. Juli  | William Dunlop                                   | britischer Motorradrennfahrer                                                                | 32    |       |
| 7. Juli  | Paul Fetler                                      | US-amerikanischer Komponist                                                                  | 98    |       |
| 7. Juli  | John R. Harris                                   | US-amerikanischer Wirtschaftswissenschaftler                                                 | 84    |       |
| 7. Juli  | Tyler Honeycutt                                  | US-amerikanischer Basketballspieler                                                          | 27    |       |
| 7. Juli  | Bret Hoffmann                                    | US-amerikanischer Metal-Sänger                                                               | 51    |       |
| 7. Juli  | Lewko Lukjanenko                                 | ukrainischer Politiker und Dissident                                                         | 89    |       |
| 7. Juli  | Abel Martínez Garbino                            | argentinischer Fußballfunktionär                                                             | 66    |       |
| 7. Juli  | Masayuki Nagare                                  | japanischer Bildhauer                                                                        | 95    |       |
| 7. Juli  | Grant Reuber                                     | kanadischer Ökonom                                                                           | 91    |       |
| 7. Juli  | Tessa Tennant                                    | britische Bankerin und Umweltaktivistin                                                      | 59    |       |
| 6. Juli  | Shōkō Asahara                                    | japanischer Attentäter und Sektenführer                                                      | 63    |       |
| 6. Juli  | Seiichi Endō                                     | japanisches Sektenmitglied und Terrorist                                                     | 58    |       |
| 6. Juli  | Gilbert Facchinetti                              | Schweizer Unternehmer und Fußballfunktionär                                                  | 82    |       |
| 6. Juli  | Andreas Hägele                                   | deutscher Fußballspieler und -trainer                                                        | 57    |       |
| 6. Juli  | Vlatko Ilievski                                  | mazedonischer Sänger und Fernsehmoderator                                                    | 33    |       |
| 6. Juli  | Ishizaka Kimishige                               | japanischer Immunologe                                                                       | 92    |       |
| 6. Juli  | Manfred Kobuch                                   | deutscher Historiker                                                                         | 83    |       |
| 6. Juli  | Tomomasa Nakagawa                                | japanischer Arzt, Sektenmitglied und Terrorist                                               | 55    |       |
| 6. Juli  | Giuseppina Projetto                              | italienische Altersrekordlerin                                                               | 116   |       |
| 6. Juli  | Richard Ring                                     | kanadischer Jazzgitarrist                                                                    | 80    |       |
| 6. Juli  | Umran az-Zuʿbi                                   | syrischer Politiker                                                                          | 58    |       |
| 5. Juli  | Ludwig Baumann                                   | deutscher Wehrmachtsdeserteur und Friedensaktivist                                           | 96    |       |
| 5. Juli  | Willi Ertz                                       | deutscher Fußballspieler                                                                     | 75    |       |
| 5. Juli  | Karlheinz Fingerhut                              | deutscher Literaturdidaktiker                                                                | 79    |       |
| 5. Juli  | Karl Förstel                                     | deutscher Altphilologe                                                                       | 90    |       |
| 5. Juli  | Heinrich Gattermeyer                             | österreichischer Komponist                                                                   | 94    |       |
| 5. Juli  | Jewgeni Golod                                    | russischer Mathematiker                                                                      | 82    |       |
| 5. Juli  | Paul Grimm                                       | deutscher Maler und Bildhauer                                                                | 92    |       |
| 5. Juli  | Oleg Jurjew                                      | russisch-deutscher Schriftsteller                                                            | 58    |       |
| 5. Juli  | Claude Lanzmann                                  | französischer Filmregisseur                                                                  | 92    |       |
| 5. Juli  | Gérald Messadié                                  | französischer Historiker und Autor                                                           | 87    |       |
| 5. Juli  | Joop de Roo                                      | niederländischer Musikproduzent                                                              | 88    |       |
| 5. Juli  | Ed Schultz                                       | US-amerikanischer Moderator                                                                  | 64    |       |
| 5. Juli  | Herbert Tabeling                                 | deutscher Architekt                                                                          | 88    |       |
| 5. Juli  | Jean-Louis Tauran                                | französischer Kardinal                                                                       | 75    |       |
| 4. Juli  | Boukary Adji                                     | nigrischer Politiker                                                                         | 79    |       |
| 4. Juli  | Ricardo Camacho                                  | portugiesischer Musiker und Arzt                                                             | 64    |       |
| 4. Juli  | Georges-Emmanuel Clancier                        | französischer Dichter, Schriftsteller und Hörfunkjournalist                                  | 104   |       |
| 4. Juli  | France Dougnac                                   | französische Schauspielerin                                                                  | 66    |       |
| 4. Juli  | Manfred Fiedler                                  | deutscher Fußballspieler                                                                     | 93    |       |
| 4. Juli  | Felix Largiadèr                                  | Schweizer Mediziner                                                                          | 87    |       |
| 4. Juli  | Marianne Lutz                                    | deutsche Synchronsprecherin                                                                  | 78    |       |
| 4. Juli  | Christopher Pollitt                              | britischer Verwaltungswissenschaftler                                                        | 72    |       |
| 4. Juli  | Gerald Uhlig                                     | deutscher Regisseur und Schauspieler                                                         | 64    |       |
| 4. Juli  | Richard "Dick" E. Voigt                          | US-amerikanischer Jazz-Pianist                                                               | 82    |       |
| 3. Juli  | Ferdinand Bote                                   | philippinischer Politiker                                                                    | 57    |       |
| 3. Juli  | Sander A. Diamond                                | US-amerikanischer Historiker                                                                 | 75/76 |       |
| 3. Juli  | Carlos André Duda                                | brasilianischer Journalist                                                                   | 56    |       |
| 3. Juli  | Karin Eckhold                                    | deutsche Schauspielerin, Opernsängerin, Hörspiel- und Synchronsprecherin                     | 80    |       |
| 3. Juli  | Frank Fiedler                                    | deutscher Heimatforscher                                                                     | 87    |       |
| 3. Juli  | Hans Hautmann                                    | österreichischer Historiker                                                                  | 74    |       |
| 3. Juli  | Hans-Georg Kiupel                                | deutscher Fußballspieler                                                                     | 83    |       |
| 3. Juli  | Krishna Kumari                                   | indische Adlige und Politikerin                                                              | 93    |       |
| 3. Juli  | Robby Müller                                     | niederländischer Kameramann                                                                  | 78    |       |
| 3. Juli  | Boris Orlov                                      | russisch-niederländischer Sporttrainer                                                       | 73    |       |
| 3. Juli  | Takahiro Satō                                    | japanischer Mangaka                                                                          | 41    |       |
| 3. Juli  | Meic Stephens                                    | walisischer Dichter und Schriftsteller                                                       | 79    |       |
| 3. Juli  | Arthur L. Stinchcombe                            | US-amerikanischer Soziologe                                                                  | 85    |       |
| 3. Juli  | Richard Swift                                    | US-amerikanischer Musiker                                                                    | 41    |       |
| 3. Juli  | Guilherme Uchoa                                  | brasilianischer Politiker                                                                    | 71    |       |
| 3. Juli  | Wang Jian                                        | chinesischer Unternehmer                                                                     | 57    |       |
| 2. Juli  | Otto Bräsigk                                     | deutscher Politiker                                                                          | 89    |       |
| 2. Juli  | Reinhard Brühl                                   | deutscher Militärhistoriker                                                                  | 93    |       |
| 2. Juli  | Henry Butler                                     | US-amerikanischer Jazz- und Blues-Pianist                                                    | 68    |       |
| 2. Juli  | Günter Dahmen (Karnevalssänger)                  | Kölner Krätzchen- und Karnevalssänger                                                        | 74    |       |
| 2. Juli  | Richard S. Ellis                                 | US-amerikanischer Mathematiker                                                               | 71    |       |
| 2. Juli  | Antonio Cando Halili                             | philippinischer Politiker                                                                    | 40    |       |
| 2. Juli  | Natalia Herrera                                  | kubanische Schauspielerin                                                                    | 95    |       |
| 2. Juli  | Matthias Kroß                                    | deutscher Philosoph und Autor                                                                | 65    |       |
| 2. Juli  | Shih-Ying Lee                                    | US-amerikanischer Ingenieur                                                                  | 100   |       |
| 2. Juli  | Maurice Lemaître                                 | französischer Autor und Filmregisseur                                                        | 92    |       |
| 2. Juli  | Alan Longmuir                                    | britischer Gitarrist                                                                         | 70    |       |
| 2. Juli  | Daniel Sais                                      | argentinischer Rockmusiker und Musikproduzent                                                | 55    |       |
| 2. Juli  | Ron Satlof                                       | US-amerikanischer Filmregisseur und -produzent                                               | 79    |       |
| 2. Juli  | Helmut Schmid                                    | deutscher Typograf, Gestalter und Designer                                                   | 76    |       |
| 2. Juli  | Ángel Roberto Seifart                            | paraguayischer Politiker                                                                     | 76    |       |
| 2. Juli  | Shuhaimi Shafiei                                 | malaysischer Politiker                                                                       | 50    |       |
| 2. Juli  | Kristof Wachinger                                | deutscher Verleger                                                                           | 88    |       |
| 2. Juli  | Bill Watrous                                     | US-amerikanischer Jazzposaunist                                                              | 79    |       |
| 2. Juli  | Gottfried Wegleitner                             | österreichischer Franziskanerpater                                                           | 45    | [ 1 ] |
| 1. Juli  | Ottilie Abrahams                                 | namibische Lehrerin, Aktivistin und Politikerin                                              | 80    |       |
| 1. Juli  | Armando                                          | niederländischer Künstler                                                                    | 88    |       |
| 1. Juli  | Bruce S. Baker                                   | US-amerikanischer Genetiker                                                                  | 72    |       |
| 1. Juli  | Robert Cashner                                   | US-amerikanischer Ichthyologe                                                                | 75    |       |
| 1. Juli  | Boschidar Dimitrow                               | bulgarischer Historiker und Politiker                                                        | 72    |       |
| 1. Juli  | Brad Dye                                         | US-amerikanischer Politiker                                                                  | 84    |       |
| 1. Juli  | Urs Egli                                         | Schweizer Sprachwissenschaftler                                                              | 76    |       |
| 1. Juli  | Peter Firmin                                     | britischer Puppenspieler und Puppenkünstler                                                  | 89    |       |
| 1. Juli  | Georgine Gaisl                                   | österreichische Sportmedizinerin                                                             | 91    |       |
| 1. Juli  | Werner Haberbosch                                | deutscher Kardiologe                                                                         | 65    |       |
| 1. Juli  | Anton Heini                                      | Schweizer Jurist                                                                             | 77    |       |
| 1. Juli  | Shirley Huffman                                  | US-amerikanische Politikerin                                                                 | 89    |       |
| 1. Juli  | Hans Jager                                       | deutscher Mundartautor, Schauspieler und Kabarettist                                         | 87    |       |
| 1. Juli  | Gillian Lynne                                    | britische Choreographin                                                                      | 92    |       |
| 1. Juli  | Wolfgang Mürmann                                 | deutscher Liedtexter und Komponist                                                           | 73    |       |
| 1. Juli  | Gianfranco Petris                                | italienischer Fußballspieler                                                                 | 81    |       |
| 1. Juli  | Anacleto Sima Ngua                               | äquatorialguineischer Bischof                                                                | 82    |       |
| 1. Juli  | Günther Stiller                                  | deutscher Illustrator und Buchgestalter                                                      | 91    |       |
| 1. Juli  | Orlando Tejo                                     | brasilianischer Journalist und Dichter                                                       | 83    |       |
| 1. Juli  | Terence Thomas, Baron Thomas of Macclesfield     | britischer Bankier und Politiker                                                             | 80    |       |

### Datum unbekannt
| Tag                             | Name                      | Beruf, bekannt als                                                 | Alter | Beleg |
| ------------------------------- | ------------------------- | ------------------------------------------------------------------ | ----- | ----- |
| Tod bekannt gegeben am 29. Juli | Sam Mehran                | US-amerikanischer Musiker und Musikproduzent                       | 31    |       |
| 28. oder 29. Juli               | Jelena Parschkowa         | russische Handballspielerin                                        | 40    |       |
| Tod bekannt gegeben am 24. Juli | Leo Haffner               | österreichischer Rundfunkmanager, Literaturexperte und -historiker | 78    |       |
| tot aufgefunden am 23. Juli     | Oksana Schatschko         | ukrainische Künstlerin und Aktivistin                              | 31    |       |
| tot aufgefunden am 22. Juli     | Egidius Schiffer          | deutscher Serienmörder                                             | 62    |       |
| Tod bekannt gegeben am 20. Juli | Fiete Junge               | deutscher Kanusportler                                             | 26    |       |
| Tod bekannt gegeben am 15. Juli | Elvyra Valerija Lapukienė | litauische Politikerin                                             | 75    |       |
|                                 | Georg Hammerl             | österreichischer Beamter, Gewerkschafter und Politiker             | 94    |       |